# Bar Āftāb Chāh Seyyed Moḩammad
Bar Āftāb Chāh Seyyed Moḩammad (persiska: بر آفتاب سِيِّد مُحَمَّد, بَر آفتاب, برآفتاب صید محمّد, Bar Āftāb-e Seyyed Moḩammad, Barāftāb-e Şeyd Moḩammad, بر آفتاب چاه سید محمد) är en ort i Iran.   Den ligger i provinsen Lorestan, i den västra delen av landet, 400 km sydväst om huvudstaden Teheran. Bar Āftāb Chāh Seyyed Moḩammad ligger 1 281 meter över havet och antalet invånare är 402.
Terrängen runt Bar Āftāb Chāh Seyyed Moḩammad är kuperad åt nordost, men åt sydväst är den platt. Runt Bar Āftāb Chāh Seyyed Moḩammad är det ganska tätbefolkat, med 52 invånare per kvadratkilometer. Närmaste större samhälle är Kūhdasht, 14,7 km väster om Bar Āftāb Chāh Seyyed Moḩammad. Omgivningarna runt Bar Āftāb Chāh Seyyed Moḩammad är i huvudsak ett öppet busklandskap.